# كهينة سعيدي
كهينة سعيدي هي لاعبة جودو جزائرية وُلدت في 17 مارس 1984، ومثلت الجزائر في دورة الألعاب الأولمبية الصيفية عام 2008 في منافسات الوزن أقل من 63 كيلوغرام.

## المشاركات والميداليات
شاركت كهينة سعيدين في دورة الألعاب الإفريقية عام 2007، والتي أقيمت في مدينة الجزائر العاصمة بالجزائر، وحصلت منها على الميدالية الذهبية في منافسات الوزن أقل من 63 كيلوغرام للسيدات، وفي العام التالي، شاركت في دورة الألعاب الأولمبية الصيفية التي أقيمت في مدينة بكين بالصين، وتمكنت في الجولة الأولى من الدور التمهيدي من التغلب على اللاعبة المالطية ماركون بيزينا في فئة الوزن أقل من 63 كيلوغرام للسيدات، ولكنها خسرت مباراتها في الجولة الثانية بالدور التمهيدي للبطولة أمام اللاعبة الهولندية إليزابيث ويليبوردس بالعلامة الكاملة والجوجي غوتامي وودعت بذلك البطولة. وفي عام 2009 شاركت كهينة سعيدي في دورة ألعاب البحر الأبيض المتوسط التي أقيمت في مدينة بسكارا بإيطاليا حيث فازت ميدالية برونزية في منافسات الوزن أقل من 63 كيلوغرام للسيدات، كما شاركت كهينة سعيدي أيضًا في عدة نسخ من بطولة إفريقيا للجودو، وحصدت منها العديد من الميداليات والألقاب كان آخرها الميدالية البرونزية التي فازت بها في منافسات الوزن أقل من 63 كيلوغرام للسيدات في بطولة إفريقيا للجودو عام 2012. ويوضح الجدول التالي أهم المُسابقات والبطولات التي شاركت فيها كهينة سعيدي، وأبرز الميداليات والألقاب التي حققتها في البطولات والمسابقات المختلفة:
| العام | المسابقة                       | المكان                   | المنافسات                        | الترتيب/الميدالية                   | ملاحظات                                                                                                |
| ----- | ------------------------------ | ------------------------ | -------------------------------- | ----------------------------------- | --- |
| 2007  | دورة الألعاب الإفريقية         | الجزائر العاصمة، الجزائر | الوزن أقل من 63 كيلوغرام للسيدات | المركز الأول (الميدالية الذهبية)    | |
| 2008  | بطولة إفريقيا للجودو           | أكادير، المغرب           | الوزن أقل من 63 كيلوغرام للسيدات | المركز الثاني (الميدالية الفضية)    | |
| 2008  | دورة الألعاب الأولمبية الصيفية | بكين، الصين              | الوزن أقل من 63 كيلوغرام للسيدات | لم تتأهل                            | خرجت من الجولة الثانية في الدور التمهيدي للبطولة بعد خسارتها أمام اللاعبة الهولندية إليزابيث ويليبوردس |
| 2009  | ألعاب البحر الأبيض المتوسط     | بسكارا، إيطاليا          | الوزن أقل من 70 كيلوغرام للسيدات | المركز الثالث (الميدالية البرونزية) | |
| 2010  | بطولة إفريقيا للجودو           | ياوندي، الكاميرون        | الوزن أقل من 63 كيلوغرام للسيدات | المركز الأول (الميدالية الذهبية)    | |
| 2011  | بطولة إفريقيا للجودو           | داكار، السنغال           | الوزن أقل من 63 كيلوغرام للسيدات | المركز الثاني (الميدالية الفضية)    | |
| 2011  | دورة الألعاب الإفريقية         | مابوتو، موزمبيق          | الوزن أقل من 63 كيلوغرام للسيدات | المركز الثالث (الميدالية البرونزية) | |
| 2011  | دورة الألعاب العربية           | الدوحة، قطر              | الوزن أقل من 63 كيلوغرام للسيدات | المركز الثاني (الميدالية الفضية)    | خسرت المباراة النهائية أمام اللاعبة المغربية رزلان زواق                                                |
| 2012  | بطولة إفريقيا للجودو           | أكادير، المغرب           | الوزن أقل من 63 كيلوغرام للسيدات | المركز الثالث (الميدالية البرونزية) | |